# Застава Белгорода
Застава Белгорода је један од званичних симбола (заједно са грбом) града Белгорода, Белгородска област, Руска Федерација. Застава је симбол јединства и интеракције становника града.
Садашња застава је одобрена 22. јула 1999. године одлуком Белгородског градског већа посланика број 321 и уписана у Државни хералдички регистар Руске Федерације са регистарским бројем 978 2002. године.
Опис
Застава града Белгорода (плаво платно са белом пругом на дну) приказује жутог лава који стоји на задњим ногама са белим орлом који лебди изнад њега. Симболи града су стари више од 300 година и појавили су се у време владавине Петра И. Руски цар је Белгородцима поклонио грб у част победе над Швеђанима у бици код Полтаве (1709). Године 1712. грб је приказан на застави Белгородског пука, који је победио непријатеља, а 1727. постао је симбол новоформиране покрајине.

## Везе
1. ↑  Решение Белгородского городского Совета депутатов от 22.07.1999 № 321 «О внесении изменений в решение городского Совета депутатов от 18 июня 1999 года № 279 „Об утверждении Положения о флаге города Белгорода“» Архивирано на веб-сајту  (14. фебруар 2019)
2. ↑  https://militaryarms.ru/simvolika/goroda/flag-belgoroda/